# Ряховская, Антонина Николаевна
Антонина Николаевна Ряховская (род. 1955) — советский учёный, доктор экономических наук, профессор.
Автор более ста научных работ, в том числе монографий, учебников, учебных пособий, многие из которых имеют грифы Министерства образования РФ.

## Биография
Родилась 13 января 1955 года.
Окончила техникум коммунального хозяйства Мосгорисполкома, Всесоюзный заочный инженерно-строительный институт (ныне Московская государственная академия коммунального хозяйства и строительства), аспирантуру Академии коммунального хозяйства им. К. Д. Памфилова.
Кандидатскую диссертацию защитила в 1991 году, докторскую — в 2002 году, тема: «Антикризисное управление ЖКХ муниципальных образований».
В 1970—1991 годах работала в системе жилищно-коммунального хозяйства России, в том числе начальником планово-экономического отдела Министерства жилищно-коммунального хозяйства РСФСР.
С 1991 года занимается научно-педагогической деятельностью: доцент Московского института коммунального хозяйства и строительства, заведующая кафедрой «Антикризисное управление» Института повышения квалификации государственных служащих Российской академии государственной службы при Президенте РФ. С 2005 года по настоящее время преподает в Финансовом университете при Правительстве Российской Федерации на кафедре «Стратегический и антикризисный менеджмент».
Инициатор создания и организатор Института экономики и антикризисного управления.
Член редколлегии специализированных журналов: «Антикризисное управление», «Эффективное антикризисное управление», «Реформа ЖКХ» и др.
В 2010 году получила почётное звание «Заслуженный экономист Российской Федерации». В соответствии с распоряжением Правительства РФ от 27 ноября 2013 года № 2211-р, ей объявлена Благодарность Правительства Российской Федерации.